# Vera Celis
Vera Celis (Turnhout, 6 augustus 1959) is een Belgische politica voor N-VA.

## Levensloop
Celis voltooide in 1979 een regentaat wetenschappen en aardrijkskunde aan het Heilig Grafinstituut in Turnhout. Nadien werkte Celis tot in 2009 als leerkracht aardrijkskunde en biologie aan het Sint-Aloysiusinstituut in Geel. Ze legde deze functie neer om een politieke mandaat op te nemen. 
Celis hielp mee aan de uitbouw van de lokale N-VA-afdeling in Geel en werd secretaris van de N-VA-afdeling van het arrondissement Turnhout, alsook lid van de partijraad en het partijbestuur. Bij de Vlaamse verkiezingen van 7 juni 2009 stond ze zesde op de N-VA-kieslijst in de kieskring Antwerpen, een strijdplaats, en werd ze verkozen in het Vlaams Parlement. In de legislatuur 2009-2014 was Celis van 2009 tot 2012 secretaris en van 2012 tot 2014 ondervoorzitter van de Commissie voor Onderwijs en Gelijke Kansen en plaatsvervangend lid van de Commissie voor Economie, Economisch Overheidsinstrumentarium, Innovatie, Wetenschapsbeleid, Werk en Sociale Economie. Na de Vlaamse verkiezingen van 25 mei 2014 volgde ze eind juli 2014 Vlaams minister Liesbeth Homans op als Vlaams volksvertegenwoordiger voor de kieskring Antwerpen. In de legislatuur 2014-2019 zetelde zij in de commissie Onderwijs en was ze plaatsvervanger in de commissie Welzijn, Volksgezondheid en Gezin (2014-2018), Bestuurszaken, Binnenlands Bestuur, Inburgering en Stedenbeleid (2014-2016) en Landbouw, Visserij en Plattelandsbeleid (2016-2019). Bij de Vlaamse verkiezingen van 26 mei 2019 stond ze op de 32ste plaats van de Antwerpse N-VA-lijst. Met 9.727 voorkeurstemmen kwam ze echter enkele stemmen tekort om herkozen te geraken.
Ze nam in Geel deel aan de gemeenteraadsverkiezingen van oktober 2012, waar de N-VA de grootste partij werd en alwaar Celis begin 2013 burgemeester werd in een coalitie met CD&V. Ze volgde in deze hoedanigheid Frans Peeters op. Na de lokale stembusgang van 2018 werd de lokale coalitie tussen N-VA en CD&V hernieuwd en bleef Celis burgemeester. Bij de gemeenteraadsverkiezingen van oktober 2024 werd CD&V de grootste partij in Geel, waardoor Marlon Pareijn het burgemeesterschap kon opeisen. Desondanks stapte N-VA opnieuw in het gemeentebestuur en werd Celis in december 2024 schepen van Onderwijs, Kinderopvang, Dierenwelzijn, Senioren, Diversiteit en Inclusie. 
In 2017 werd diabetes type 1 bij haar vastgesteld.